# Константин Попов (виолончелист)
Вижте пояснителната страница за други личности с името Константин Попов.
Константин Христов Попов е български виолончелист – солист на Русенския симфоничен оркестър, музикален педагог и общественик, професор в Държавната музикална академия в София. Има заслуги за изграждането на българската виолончелова школа и специален принос за развитието на музикалния живот в Русе. С негов концерт тържествено е открит през ноември 1934 г. новият Църковен салон в Русе, днес сграда на Русенската опера.

## Биография
Роден е през 1904 година. На 17 години започва да учи при видния русенски виолончелист Александър Йорганджиев, който му дава солидна подготовка. Заминава да учи във Виена, където за кратко негов учител през 1925 г. е В. Йерал.
Между 1926 и 1932 година учи в Лайпцигската консерватория в класа по виолончело на Юлиус Кленгел (Julius Klengel ). Успоредно с това през 1929 – 1939 година е частен ученик на педагозите Хуго Бекер (Hugo Becker) и Ханс Мюнх-Холанд (Hans Munch-Holland). Между 1929 и 1933 година следва и в университета в Лайпциг, специалности музикални науки и философия.
От 1932 г. до 1935 г. Константин Попов е член на „Амати – трио“ заедно с цигуларя Фриц Хайниг и пианистката Хелен Хепнер, с което гастролира в Австрия, Германия, Дания, Италия, Нидерландия, Норвегия, Унгария, Финландия, Франция, Чехословакия, Швейцария, Щвеция. Изнася и солоконцерти.
През 1935 г. Попов се завръща в България и става преподавател по виолончело в софийската Държавна музикална академия, където впоследствие става извънреден професор, а от 1945 г. – постоянен професор. Пренася в преподавателската си практика педагогическите традиции на Кленгел, Бекер и т.нар. Франкобелгийска школа във виолончелото. Сред учениците му личат имената на носители на награди от български и международни конкурси като Здравко Йорданов, Георги Петков, Любомир Драгов, Владимир Дойчинов , Атанас Даскалов, Румен Бальозов, Любомир Георгиев, Богдана Пенева и Руси Драгнев.
Паралелно с преподавателската си дейност, Попов непрекъснато изнася концерти в София и всички симфонични оркестри в страната. Изпълнителският му репертоар включва всички значителни творби за виолончело, като на някои творби на български композитори той е първият изпълнител, например „Концерт за виолончело и оркестър“ от Марин Големинов, „Соната“ от Лазар Николов, „Концертна фантазия“ и „Романс“ от Панчо Владигеров.
Константин Попов е един от най-дейните за времето си камерни изпълнители. Редица камерни концерти изнася последователно с пианистите Димитър Ненов и Люба Енчева. Като член на камерен ансамбъл за първи път изпълнява и триа от Владигеров, Любомир Пипков, Георги Златев-Черкин, както и квартети от Асен Карастоянов, Веселин Стоянов и Боян Икономов. Между 1935 и 1936 година свири в трио „Въжаров“, а през следващия сезон (1936 – 1937) – в квартет „Лечев“. През 1937 година основава камерен ансамбъл „Академично трио“, в който участват още пианистът и композитор Димитър Ненов и цигуларят Христо Обрешков (заменен през 1946 година от Петър Христосков).
Попов редактира голям брой творби за виолончело на български и чужди автори и е автор на учебни пособия за виолончело, музикални статии и рецензии. През 1960 година излиза студията му „Преходи на лявата ръка върху грифа на виолончелото“, Годишник на Българската държавна консерватория, кн. I, „Наука и изкуство“, София, стр. 197 – 217.
Почива на 6 май 1991 в София.